# Amtsgericht Frankenthal (Pfalz)
Das Amtsgericht Frankenthal (Pfalz) ist ein Gericht der ordentlichen Gerichtsbarkeit und eines von sechs Amtsgerichten (AG) im Bezirk des Landgerichts Frankenthal (Pfalz).

## Gerichtssitz und -bezirk
Das Gericht hat seinen Sitz in der kreisfreien Stadt Frankenthal (Pfalz). Der Gerichtsbezirk umfasst das Gebiet der Stadt Frankenthal (Pfalz) sowie das der Gemeinden Beindersheim, Bobenheim-Roxheim, Großniedesheim, Heßheim, Heuchelheim, Kleinniedesheim und Lambsheim. In ihm leben rund 74.000 Menschen.
Das Schöffengericht ist auch für den Bezirk des Amtsgerichts Grünstadt zuständig. Ferner bearbeitet das AG Frankenthal (Pfalz) alle Urheberrechtsstreitigkeiten im Bezirk des Pfälzischen Oberlandesgerichts Zweibrücken und sämtliche Verfahren nach dem Transsexuellengesetz für das gesamte Land Rheinland-Pfalz.
Mahnverfahren werden vom Amtsgericht Mayen als zentralem Mahngericht bearbeitet. Das Handelsregister wird beim Amtsgericht Ludwigshafen am Rhein geführt, dem auch die Insolvenzverfahren übertragen sind.

## Geschichte
Durch das Gerichtsverfassungsgesetz vom 27. Januar 1877, Bestandteil der Reichsjustizgesetze, wurde die Justizverfassung im Deutschen Reich vereinheitlicht, auch die Bezeichnungen der Gerichte. Das „k.b. Bezirksgericht Frankenthal“ erhielt zum 1. Oktober 1879 die Bezeichnung „Landgericht Frankenthal“. Auch die ihm zugeordneten Gerichte erhielten deshalb neue Bezeichnungen: Aus den königlich-bayerischen Stadt- und Landgerichten wurden Amtsgerichte. Seit der Errichtung des Landes Rheinland-Pfalz am 30. August 1946 ist dieses Bundesland Gerichtsträger des Landgerichts Frankenthal (Pfalz) und der ihm zugeordneten Amtsgerichte.

## Gebäude

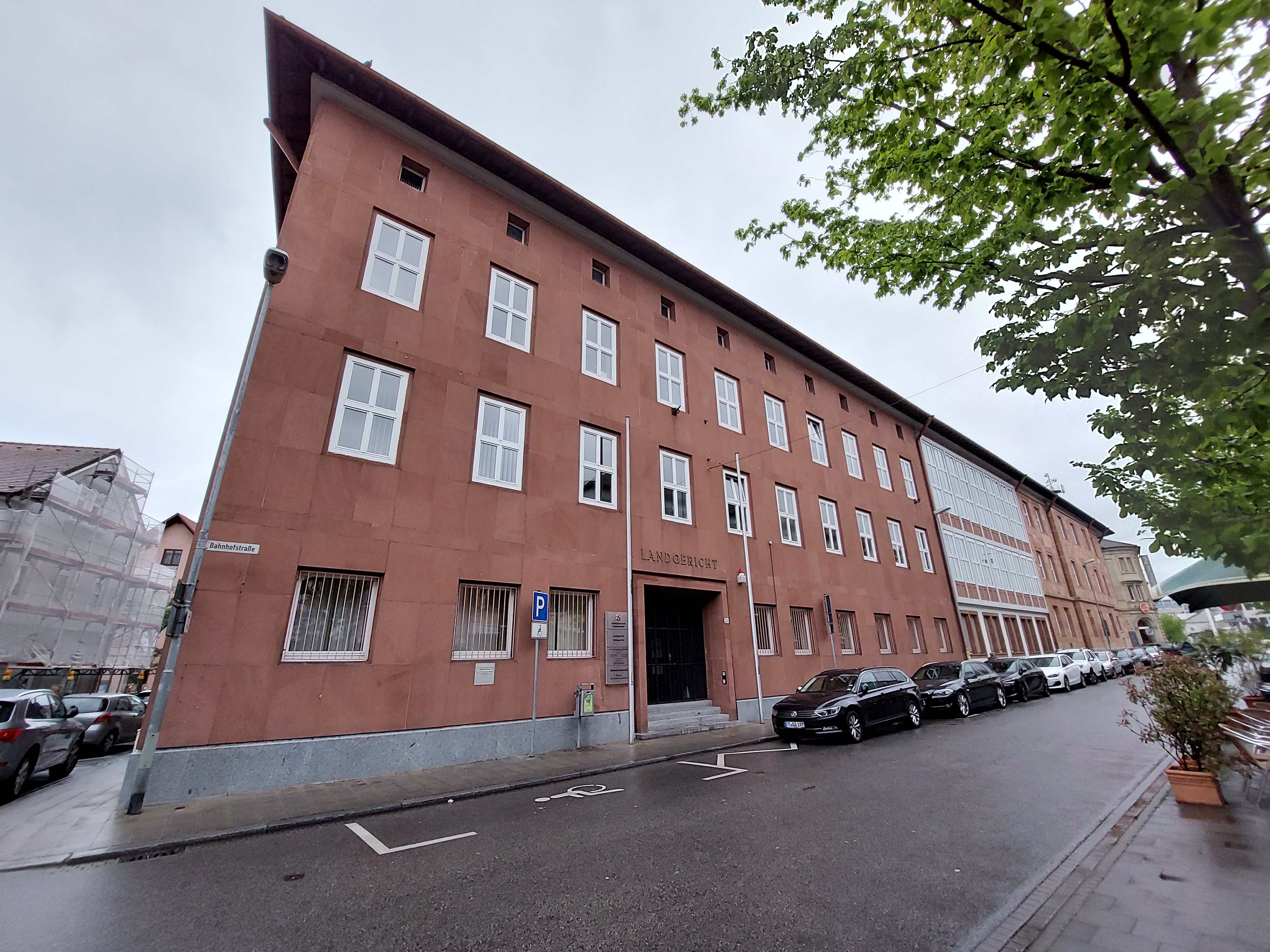
Justizzentrum Frankenthal (Pfalz)

Das Amtsgericht Frankenthal befindet sich im Justizzentrum in der Bahnhofsstraße 33.

## Übergeordnete Gerichte
Dem Amtsgericht Frankenthal (Pfalz) ist das Landgericht Frankenthal (Pfalz) übergeordnet. Zuständiges Oberlandesgericht ist das Pfälzische Oberlandesgericht Zweibrücken.